# Picanya
Picanya (em valenciano e oficialmente) ou Picaña (em castelhano) é um município da Espanha na província de Valência, Comunidade Valenciana. Tem 7,1 km² de área e em 2021 tinha 11 692 habitantes (densidade: 1 646,8 hab./km²).

## Demografia
| Variação demográfica do município entre 1991 e 2004 | Variação demográfica do município entre 1991 e 2004 | Variação demográfica do município entre 1991 e 2004 | Variação demográfica do município entre 1991 e 2004 |
| --------------------------------------------------- | --------------------------------------------------- | --------------------------------------------------- | --------------------------------------------------- |
| 1991                                                | 1996                                                | 2001                                                | 2004                                                |
| 7785                                                | 8582                                                | 9024                                                | 9610                                                |